# Haris Seferović
Haris Seferović (Sursee, 22 de febrer de 1992) és un jugador de futbol suís d'origen bosnià que juga amb el Al-Wasl i la selecció suïssa.
Seferovic va debutar com a professional amb el Grasshopper l'abril de 2009. Poc després, el gener de 2010, el va fitxar l'ACF Fiorentina italiana. La major part del temps que va romandre al club fou cedit al Novara Calcio de la Serie B, i seguidament fou traspassat a la Reial Societat el 2013. Un any després va signar pels alemanys de l'Eintracht Frankfurt, on va jugar-hi durant tres temporades, abans de fitxar pel Benfica de Portugal.
Internacional absolut des de 2013, Seferovic va representar Suïssa en els mundials de 2014 i 2018, i a l'Eurocopa de 2016 i de 2020, amb més de 80 internacionalitats.